# Nina Stano

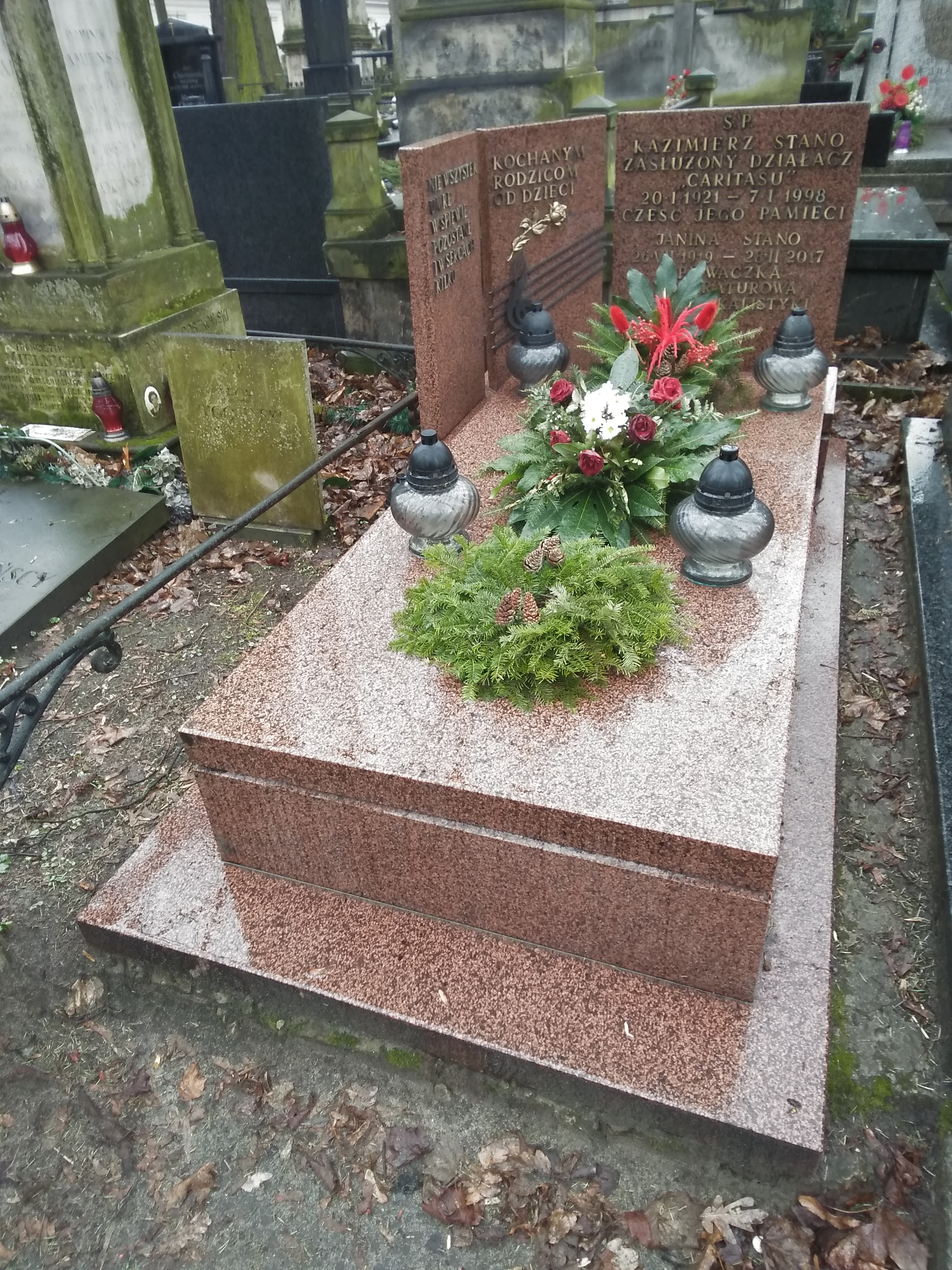
Grób Janiny Stano na cmentarzu Powązkowskim

Nina Stano, właśc. Janina Stano, z domu Głodzińska (ur. 26 lipca 1919 w Warszawie, zm. 28 lutego 2017 tamże) – polska śpiewaczka i pedagog.

## Życiorys
Absolwentka wydziału wokalnego Państwowej Wyższej Szkoły Muzycznej w Warszawie (dyplom w 1954 pod kierownictwem Ady Sari). W latach 1950–1960 zaangażowana jako solistka w Operze Narodowej. W 1960 wyjechała do Austrii, gdzie występowała w Wiener Volksoper w Wiedniu (1960), Grazer Oper w Grazu (1960), Operze Wiedeńskiej (1961) oraz w Oper Leipzig w Lipsku (1962–1964). Od 1964 była związana z Deutsche Oper am Rhein w Düsseldorfie, występując równocześnie na ok. 30 międzynarodowych scenach operowych, m.in. w Niemczech, Belgii, Holandii, Francji, Luksemburgu oraz Szwajcarii.
W 1973 rozpoczęła działalność pedagogiczną. Początkowo prowadziła klasę śpiewu w Wyższej Szkole Pedagogicznej na Wydziale Muzycznym w Akwizgranie, następnie w Państwowej Wyższej Szkole Muzycznej w Warszawie (1976–1978), będąc równocześnie konsultantem wokalnym solistów w Operze Narodowej – Teatrze Wielkim. W latach 1978–1992 działała jako pedagog w Düsseldorfie: jako kierownik wokalny studia operowego przy Deutsche Oper am Rhein oraz docent w Akademii Muzycznej Robert Schumann Hochschule.
W latach działalności pedagogicznej konsultowała m.in. Krisztinę Laki, Celinę Lindsey, Jagnę Sokorską, Romanę Noack, Brigitte Hahn, Petera Sefferta, Susannę Gari, Zdzisławę Donat, Hannę Lisowską, Piotra Bednarskiego, Katarzynę Niemiec, Aleksandrę Duszewską, Frode Olsen, Kiyomi Toyoda oraz Akeshi Wakamoto.
Występowała pod batutą wielu dyrygentów, m.in. Eugena Jochuma, Hansa Swarowsky’ego, Alberto Eredego, Josepha Keilbertha oraz Hansa Schmidt-Isserstedta. Partnerowali jej m.in. Hilde Güden i Lisa Della Casa.
Dokonała nagrań dla Polskiego Radia oraz radia w Szwecji, Austrii i Niemczech. W repertuarze miała ponad 20 ról operowych. Szczególnie ceniona była jako Królowa Nocy w Czarodziejskim flecie Wolfganga Amadeusa Mozarta, Adina w Napoju miłosnym Gaetana Donizettiego, Rozyna w Cyruliku sewilskim Gioacchina Rossiniego, Gilda w Rigoletto Giuseppe Verdiego oraz Zerbinetta w Ariadna na Naxos Richarda Straussa.
W 1990 została odznaczona Krzyżem Kawalerskim Orderu Odrodzenia Polski. Jej wnuczką jest Sylwia Stano.